# Irena Zemanová
Irena Zemanová (* 8. května 1977 Gottwaldov) je bývalá česká krasobruslařka.
Startovala na ZOH 1994, kde se v závodě jednotlivkyň umístila na 27. místě. V letech 1992–1994 se účastnila světových a evropských šampionátů (nejlépe 13. místo na ME 1994), roku 1994 vyhrála Mistrovství České republiky.